# Dragan Župan
Dragan Župan (Zara, 29 novembre 1982) è un calciatore croato, di ruolo centrocampista.